# Robin Kamber
Robin Kamber (Basilea, 15 febbraio 1996) è un calciatore svizzero, centrocampista dell'Étoile Carouge.

## Caratteristiche tecniche
È un trequartista.

## Carriera

### Club
Ha esordito fra i professionisti il 4 marzo 2015 disputando con il Servette il match di Challenge League vinto 1-0 contro il Losanna.